# Hokkaido Railway Company
Hokkaido Railway Company (jap. 北海道旅客鉄道株式会社 Hokkaidō Ryokaku Tetsudō Kabushiki-gaisha), nazywane również JR Hokkaido (jap. JR北海道 Jeiāru Hokkaidō) – spółka wchodząca w skład Grupy JR (JR Group), prowadząca transport kolejowy na obszarze Hokkaido. Siedziba główna spółki mieści się w Sapporo, w Japonii.

## Historia
Spółka JR Hokkaido została wyodrębniona z Japońskich Kolei Państwowych (Japan National Railways) 1 kwietnia 1987 roku w wyniku prywatyzacji. W tymże roku posiadały 21 linii o łącznej długości 3176,6 km oraz prowadziły przewozy promem z Hakodate na Hokkaido do Aomori na Honsiu. Linia promu została zlikwidowana po otwarciu 13 marca 1988 roku podmorskiego tunelu Seikan, łączącego te miasta. Z biegiem lat również wiele niedochodowych linii kolejowych zamknięto i zastąpiono połączeniami autobusowymi. Obecna łączna długość linii kolejowych wynosi 2500 km.

## Linie kolejowe

Obszar obsługiwany przez JR Hokkaido jest zaznaczony na kolor jasnozielony

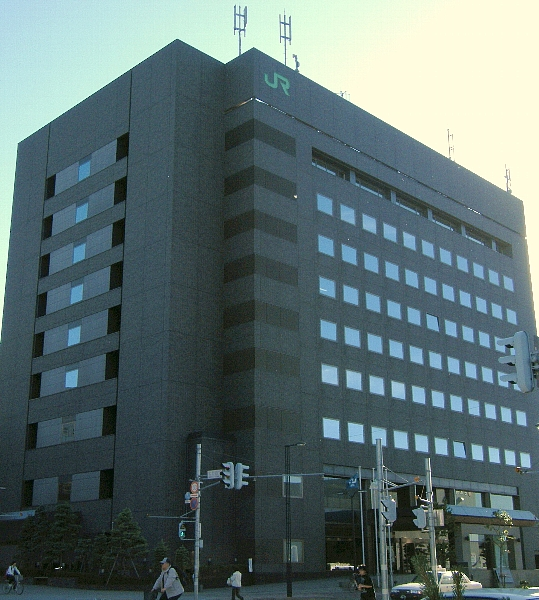
Główna siedziba JR Hokkaido

### Linie istniejące[1]
- ■ Główna Linia Chitose: Shiroshi – Numanohata (60,2 km)
  - ■ Boczna Linia Shin-Chitose-Kūkō – odgałęzienie Minami-Chitotse – Nowy Port Lotniczy Chitose (Shin-Chitose-Kūkō) (2,6 km)
- ■ Główna Linia Hakodate: Hakodate – Ōnuma-Kōen – Otaru – Asahikawa (423,1 km)
  - ■ Odgałęzienie: Nanae – Oshima-Sawara – Mori (35,3 km)
- ■ Główna Linia Hidaka: Tomakomai – Samani (146,5 km)
- ■ Główna Linia Muroran: Oshamanbe – Higashi-Muroran – Oiwake – Iwamizawa (211,0 km)
  - Odgałęzienie: Higashi-Muroran – Muroran (7,0 km)
- ■ Główna Linia Nemuro: Takikawa – Obihiro – Nemuro (443,8 km)
- ■ Główna Linia Rumoi: Fukagawa – Rumoi – Mashike (66,8 km)
- ■ Główna Linia Sekihoku: Shin-Asahikawa – Kitami – Abashiri (234,0 km)
- ■ Główna Linia Senmō: Higashi-Kushiro – Abashiri (166,2 km)
- ■ Główna Linia Sōya: Asahikawa – Nayoro – Wakkanai (259,4 km)
- ■ Linia Esashi: Goryōkaku – Kikonai – Esashi (79,9 km)
- ■ Linia Furano: Furano – Biei – Asahikawa (54,8 km)
- ■ Linia Gakuen Toshi: Sōen – Shin-Totsukawa (76,5 km)
- ■ Linia Sekishō: Minami-Chitose – Shintoku (132,4 km)
  - ■ Odgałęzienie: Shin-Yūbari – Yūbari (16,1 km)
- ■ Linia Tsugaru Kaikyō: Hakodate – Naka-Oguni – Shin-Aomori

### Linie w budowie
- Hokkaido Shinkansen Shin-Aomori – Sapporo (otwarcie odcinka Shin-Aomori – Nowe Hakodate planowane na 2015[2])

## Trasy[1]
- ■ Sapporo – Higashi-Muroran – Hakodate
- ■ Sapporo – Asahikawa – Abashiri
- ■ Sapporo – Asahikawa – Wakkanai
- ■ Sapporo – Kushiro
- ■ Sapporo – New Chitose Airport
- ■ Sapporo – Otaru – Oshamambe
- ■ Sapporo – Hokkaidō-Iiryōdaigaku
- ■ Ashikawa – Furano
- ■ Kushiro – Abashiri
- ■ Takikawa – Shintoku

## Punkty informacyjne[3]
Obecnie (05-2012) Koleje Hokkaido posiadają dwa punkty informacyjne przystosowane do obsługi turystów zagranicznych tzw. "JR Information Desk", czynne od 8:30 do 19:00:
- przy zachodnim wejściu na dworzec Sapporo
- oraz na stacji kolejowej Nowego Portu Lotniczego Sapporo-Chitose

## Tabor

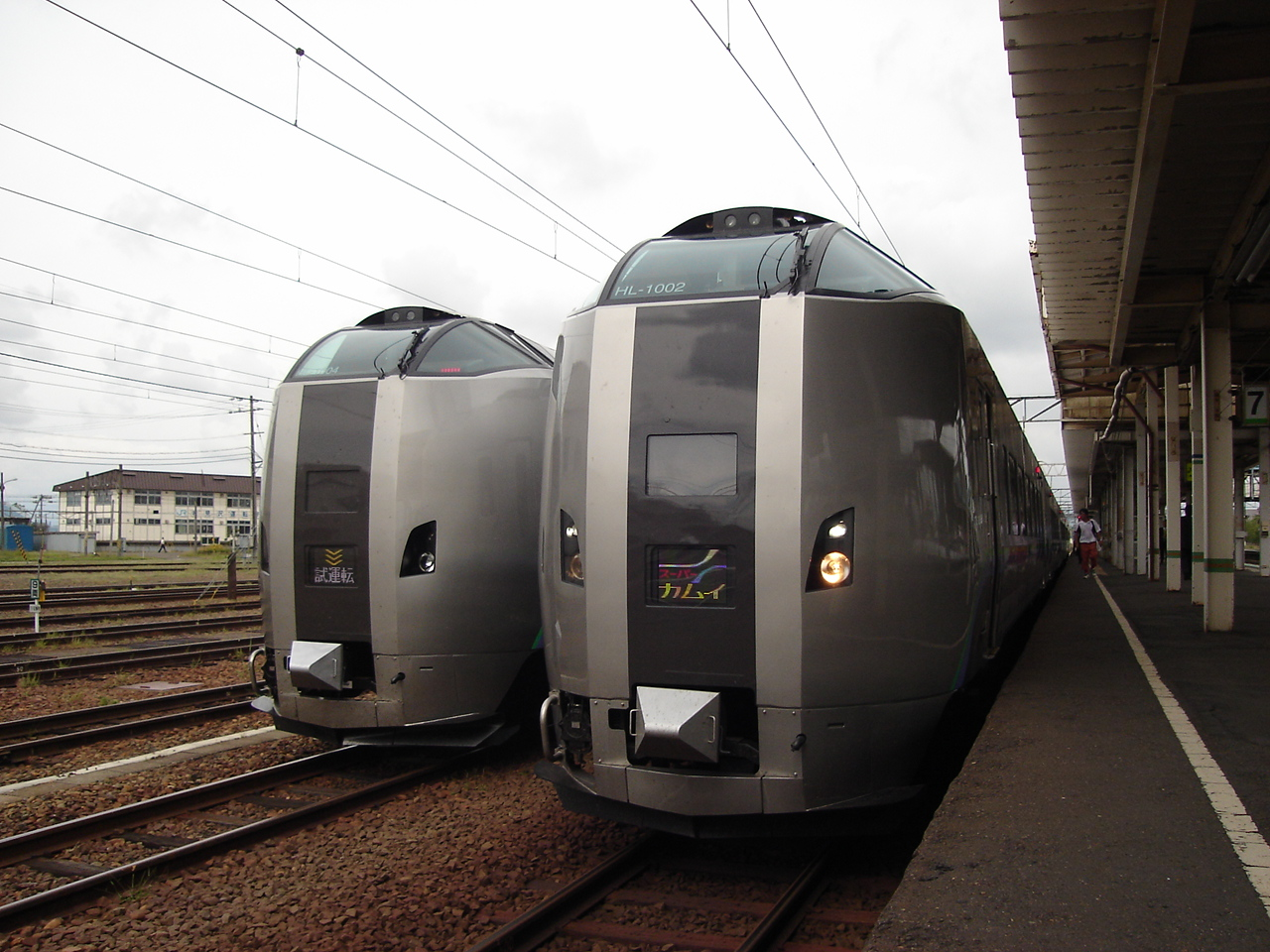
Pociąg Super Kamui serii 789-1000

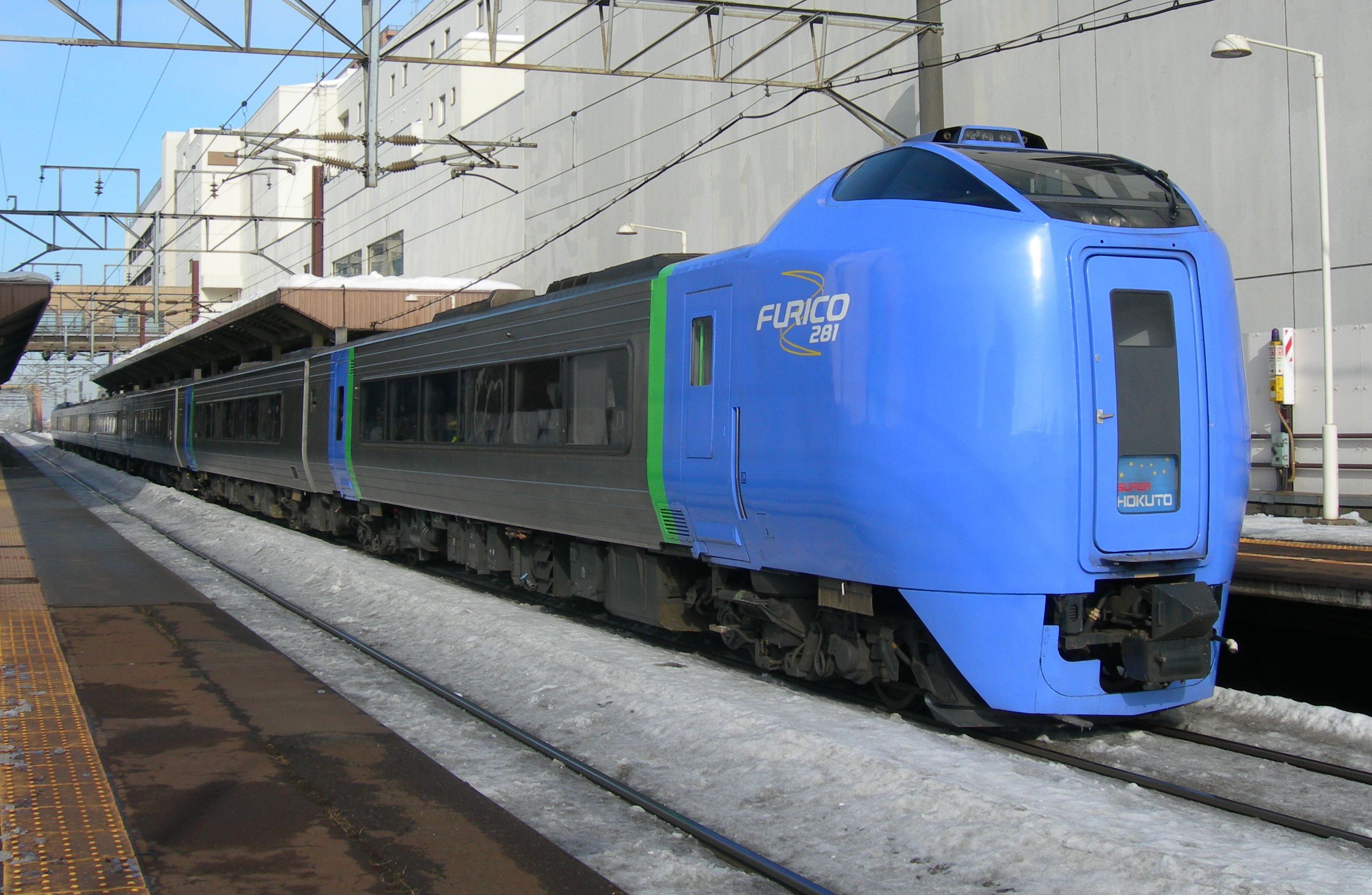
Pociąg Super Hokuto serii 281

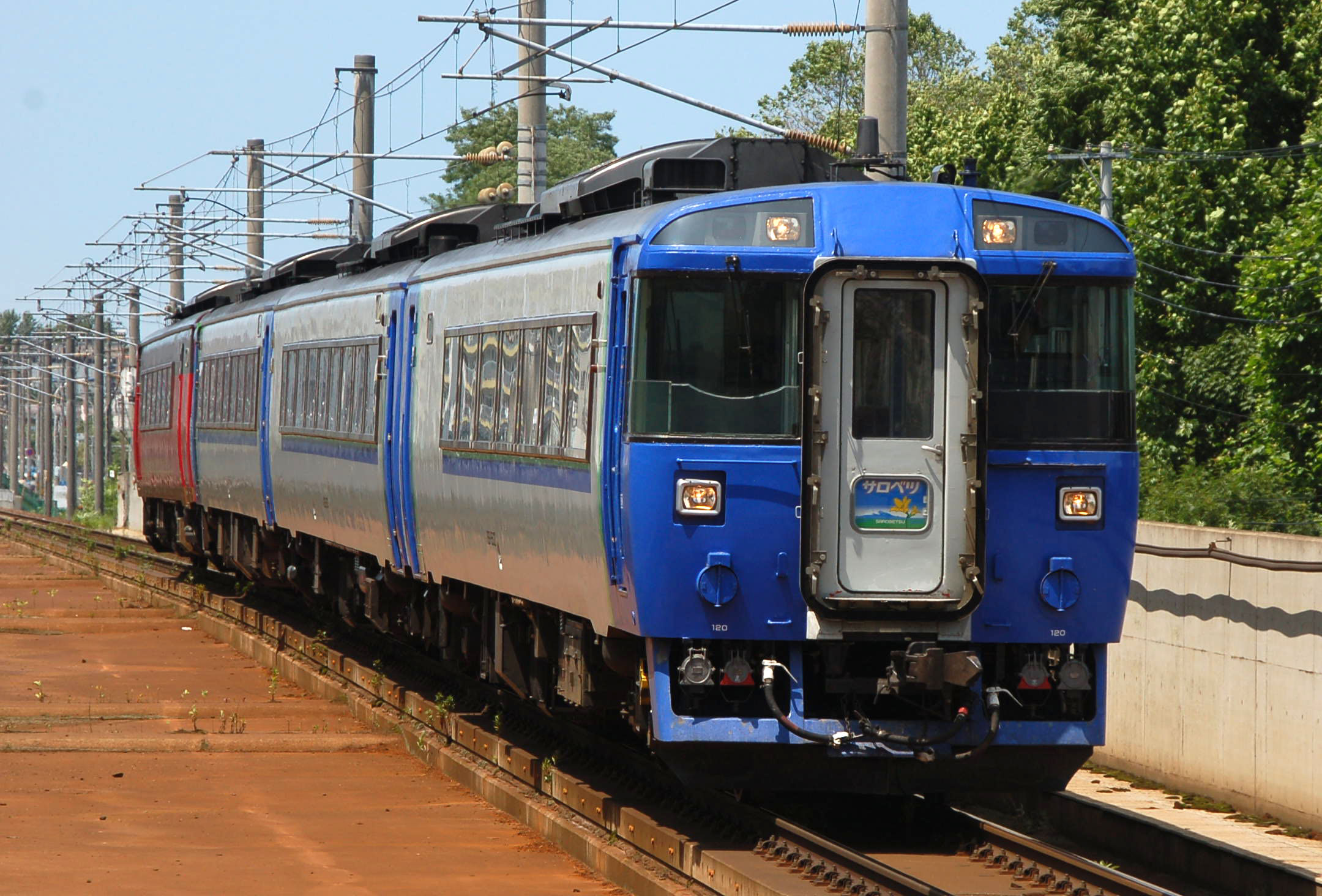
Pociąg Sarobetsu serii 183

| nazwa                     | model                     | pręd. max. | obsługiwana trasa                            |
| ------------------------- | ------------------------- | ---------- | -------------------------------------------- |
| Super Soya                | Seria 261                 | 130 km/h   | Sapporo – Wakkanai                           |
| Sarobetsu                 | Seria 183                 | 120 km/h   | Sapporo – Wakkanai                           |
| Okhotsk                   | Seria 183                 | 110 km/h   | Sapporo – Abashiri                           |
| Super Kamui               | Serie: 789, 785           | 130 km/h   | Sapporo – Kushiro                            |
| Super Tokachi             | Serie: 261, 283           | 130 km/h   | Sapporo – Obihiro                            |
| Super Ozora               | Seria 283                 | 130 km/h   | Sapporo – Kushiro                            |
| Suzuran                   | Seria 785                 | 130 km/h   | Sapporo – Higashi Muroran                    |
| Rapid Airport             | Seria 721                 | 130 km/h   | Sapporo – Nowy port lotniczy Sapporo-Chitose |
| Super Hokuto              | Serie 281, 285            | 130 km/h   | Sapporo – Hakodate                           |
| Hokuto                    | Seria 183                 | 130 km/h   | Sapporo – Hakodate                           |
| Hamanasu                  | Seria 14 (częściowo 24)   | 110 km/h   | Sapporo – Aomori                             |
| Super Hakucho             | Seria 789                 | 140 km/h   | Hakodate – Shin-Aomori                       |
| Hakucho                   | Seria 485                 | 140 km/h   | Hakodate – Shin-Aomori                       |
| Hokutosei                 | Seria 24                  | 110 km/h   | Sapporo – Osaka                              |
| Cassiopeia                | Seria E26                 | 110 km/h   | Sapporo – Ueno                               |
| Twilight Express          | Seria 24                  | 110 km/h   | Sapporo – Osaka                              |
| SL Fuyu-no-Shitsugen      | Seria 14 (częściowo 43)   | 85 km/h    | Kushiro – Shibecha, Kawayu Onsen             |
| SL Hakodate Onuma         | Seria 14 (częściowo 43)   | 85 km/h    | Hakodate – Mori                              |
| SL Niseko                 | Seria 43 (częściowo OH35) | 85 km/h    | Sapporo – Rankoshi                           |
| Kushiro Shitsugen Norokko | Seria 510                 | 85 km/h    | Kushiro – Touro                              |
| Ryuhyo Norokko            | Seria 510                 | 85 km/h    | Abashiri – Shiretoko Shari                   |
| Furano Biei Norokko       | Seria 510                 | 85 km/h    | Furano – Biei, Asahikawa                     |
| Crystal Express           | Seria 183                 | 120 km/h   |                                              |
| Niseko Express            | Seria 183                 | 120 km/h   |                                              |
| North Rainbow Express     | Seria 183                 | 120 km/h   |                                              |

## Działalność pozakolejowa spółki
- "spółką córką" JR Hokkaido jest firma JR Hokkaido Bus prowadząca międzymiastowe przewozy autobusowe[5].
- prowadzi szpital w Sapporo: JR Sapporo Hospital[6]
- prowadzi następujące hotele: Ashikawa Terminal Hotel, Hotel Nikko Northland Obihiro, JR Tower Hotel Nikko Sapporo, Crawford Inn Onuma, Hotel Sapporo Yayoi, JR Inn Sapporo, JR Inn Obihiro oraz Hotel Lavenir[7]